# Altay (char)
Pour les articles homonymes, voir Altaï (homonymie).
Le T1 Altay est un char de combat turc conçu par la firme turque Otokar à l'aide d'un transfert de technologie de la société sud-coréenne Hyundai Rotem. Le développement de ce char a commencé en 2007 et n'est toujours pas achevé, faute de groupe motopropulseur approprié en raison de l'embargo sur les ventes d'armes à la Turquie imposé par l'Allemagne. Le char est actuellement en phase de test depuis la livraison de 2 chars à l'armée en 2023.
Fuat Tosyalı, président du conseil d'administration de Tosyalı Holding et de BMC, a déclaré en octobre 2024 : « Vers la fin de l'année prochaine, notre usine de chars sera achevée avec toutes ses unités et les premiers chars seront produits et livrés à nos forces. » a-t-il déclaré a l’Agence Anadolu.

## Historique
Le projet a été lancé après un accord signé entre Otokar et la SSM de la Turquie, le 30 mars 2007, quand le Comité exécutif des industries de défense, présidé par le Premier ministre Recep Tayyip Erdoğan, a attribué un contrat d'environ 500 millions de dollars à Otokar pour la conception et le développement des quatre prototypes d'un nouveau char de combat national. Ce sera le premier programme de développement de char pour la Turquie depuis 1943 ; à l'époque, plusieurs prototypes de chars turcs ont été produits dans la ville de Kırıkkale, mais ils n'ont jamais atteint la production de masse.
Otokar est une société détenue par Koç Holding. Son siège se trouve à Istanbul. Otokar est autorisé à choisir ses partenaires locaux ou sous-traitants, mais les fournisseurs de technologie étrangers seront sélectionnés par le SSM (sous-secrétariat pour les industries de défense) en conformité avec un rapport d'évaluation qui sera préparé par Otokar.

## Développement
Afin d'améliorer les capacités techniques actuelles de l'industrie de défense turque et d'augmenter le taux de la contribution nationale à la défense nationale, le Secrétariat de défense national a décidé que « char national » sera un excellent catalyseur pour réunir certaines entreprises de défense turques autour d'un objectif commun de fournir à l'armée turque une puissance de feu supplémentaire avec la conception d'un char moderne.
Trois sous-traitants locaux ont déjà été sélectionnés : les militaires faisant partie de l'entreprise d'électronique Aselsan intégreront le système de contrôle de tir TAKS qui est en cours d'élaboration par Aselsan, alors qu'un partenariat entre la STM et Aselsan (une société de logiciels appartenant à la SSM) se chargera du système de commande, de contrôle et des systèmes d'information. MKEK, qui appartient à l'État turc, produira des munitions et s'occupera de l'intégration des canons lisses.
Le char aura un canon de 120 mm lisse et sera en mesure de se protéger contre des attaques d'armes chimiques, biologiques et radioactives. La vitesse maximale prévue est fixée à 70 km/h, avec une puissance de 1 500 ch (1 100 kW) pour le moteur, et le char sera en mesure de fonctionner sous l'eau à 4,1 mètres de profondeur.
Le char bénéficiera à la fois des systèmes localement avancés et de la technologie des armes sud-coréenne K2 Black Panther. Un accord de 540 millions de dollars a été signé avec la Corée du Sud. La décision finale sur le moteur du char n'est pas claire. Les candidats ont été l'Allemand MTU Friedrichshafen et la Corée du Sud avec un nouveau moteur qui est en cours d'élaboration. Toutefois, le 16 juin 2008, Le bureau turc de la défense des achats (SSM) a annoncé qu'il a décidé de développer deux moteurs, l'un de 1 000 ch (750 kW) et 1 500 ch (1 100 kW) ; ce sont des moteurs autochtones pour une utilisation dans les véhicules blindés turcs de transport de personnel et dans les chars de combat mais ils n'ont pas été retenus.
Une fois que les prototypes auront été fabriqués et testés, le secrétariat pour les industries de la défense de la Turquie préparera et exécutera une commande distincte pour un premier lot de 250 chars. Un total de 1 000 chars est prévu pour être produit en quatre lots distincts de 250 chars. En janvier 2008, les spécifications techniques complètes et les prototypes du char n'étaient pas encore révélés.
En 2012, la Turquie mène des pourparlers avec l'Azerbaïdjan pour la construction conjointe de ces chars[réf. souhaitée]. Mais ce n'est qu'en 2015 qu'une société privée turque, TUMOSAN, est mandatée pour concevoir le moteur, après que des discussions ont échoué avec Mitsubishi.
L'Altay est en novembre 2020 dans une impasse quasi totale particulièrement dans les domaines de la motorisation, de la transmission et du blindage dont seul un pays étranger pourrait le sortir. Quoi qu'il arrive, le char devra intégrer des composants étrangers pour avoir une chance de survivre. Celui-ci est en train de devenir un motif d'inquiétudes financières importantes au vu des perspectives d'échec du projet. Des négociations seraient en cours avec la Corée du Sud pour apporter des solutions à ces problèmes. Concernant le blindage, des négociations entre la Turquie et des fournisseurs français auraient été conduites avant que le regain de tension entre les deux pays en 2020 empêche la conclusion d'un accord.
Le 5 mai 2021, le président des industries de la défense turque İsmail Demir a annoncé avec une vidéo que la société turque BMC Power a réussi l'allumage de son tout premier moteur de 1 500 chevaux. Ce moteur de char national est un 12 cylindres, de type V, refroidi par eau et turbodiesel. Le moteur produira une puissance de 1 500 ch et un couple de 4 600 N m. Il devrait à terme remplacer le premier moteur du char Altay qui sera normalement étranger, probablement sud-coréen.
L'implantation de l’usine BMC Power à Ankara, où le char Altay sera produit, est prévue sur une superficie de 555 000 m², l'usine atteindra une superficie totale de 840 000 m², ce qui en fera l'un des plus grands centres de production de défense terrestre de la Turquie. Cette installation jouera un rôle essentiel, notamment en tant que centre de production de masse du char de combat principal et du véhicule de combat blindé Altug 8x8 qui sera également produit.

## Caractéristiques techniques
La conception initiale en 3D du nouveau char de combat principal de la Turquie, Altay, a été présentée le 7 avril 2010 lors d'un communiqué de presse du SSM, qui a également marqué l'achèvement du programme de modernisation du M-60T.
L'Altay semble partager les mêmes caractéristiques technologiques au niveau du châssis que le K2 Black Panther sud-coréen, avec une nouvelle tourelle conçue par Aselsan et un canon Rheinmetall de 120 mm de 55 calibres désigné localement MKEK120; le système modulaire de contrôle de tir est le Volkan-III. Le nombre de roues a été porté à sept, ce qui a induit un blindage plus lourd au niveau de la tourelle qui assurera une plus grande protection.
Selon certaines informations, un émissaire militaire de la Colombie était également présent à la conférence de presse pour obtenir plus d'informations sur le char.

## Prix unitaire
Le prix unitaire d'un char T1A1 a été évalué à 5,5 millions de dollars en mars 2010 mais n'est plus valable vu les retards du programme en 2020. En 2022, il est évalué entre 12 et 14 millions d'euros .

## Utilisateurs
- Turquie : 250 (commandés) +750 (en option); L’Armée de terre turque commandera à terme +1000 chars pour remplacer les chars M48 Patton. Après une première livraison de trois chars en 2025, le SSB prévoit d’en fournir 85 supplémentaires en configuration T1 : 11 en 2026, 41 en 2027 et 30 en 2028, pour un total de 165 chars d’ici la fin de l’année 2028[10].

### Exportation potentielle
- Qatar : Le 12 mars 2019, il est annoncé d'après le vice-président de l'AKP, que le Qatar va acheter 100 chars Altay à la Turquie et que les 40 premiers chars seront livrés durant la première phase[11].